# Ванильи, Ричард
Ричард Ванильи (итал. Richard Vanigli; родился 1 июня 1971 года, Форли, Италия) — итальянский футболист, выступающий на позиции защитника, ассистент главного тренера «Ливорно».

## Карьера
Трудолюбивый центральный защитник, он начал играть в низших лигах, дебютировав в Серии B с «Козенцей» в 1993 году, и в Серии А с «Лечче» в 1996 году. 

#### Ливорно и Эмполи
В 1998 году он присоединился к «Ливорно», и играл за «тосканцев» на протяжении шести лет в трех дивизионах (от Серии С1 до Серии А). В 2004 году он перешёл из «Ливорно» в «Эмполи», выиграв свой второй промоушн в Серию А в первом сезоне за клуб.
В 2009 году он покинул профессиональный футбол, чтобы вернуться в родной клуб «Форли» из лиги «Эччеленца».

#### Анкона и Форли
В августе 2008 года, когда ему было 37 лет, он был куплен командой «Анкона», получившей повышение до Серии B.